# Alberto Camesina
Alberto Camesina (auch Albert Camesina oder Camessina) (* 15. Februar 1675 in Monticello, Gemeinde San Vittore; † 19. Oktober 1756 in Wien) war ein Graubündner Barock-Stuckateur, der in Salzburg und in Wien tätig war.

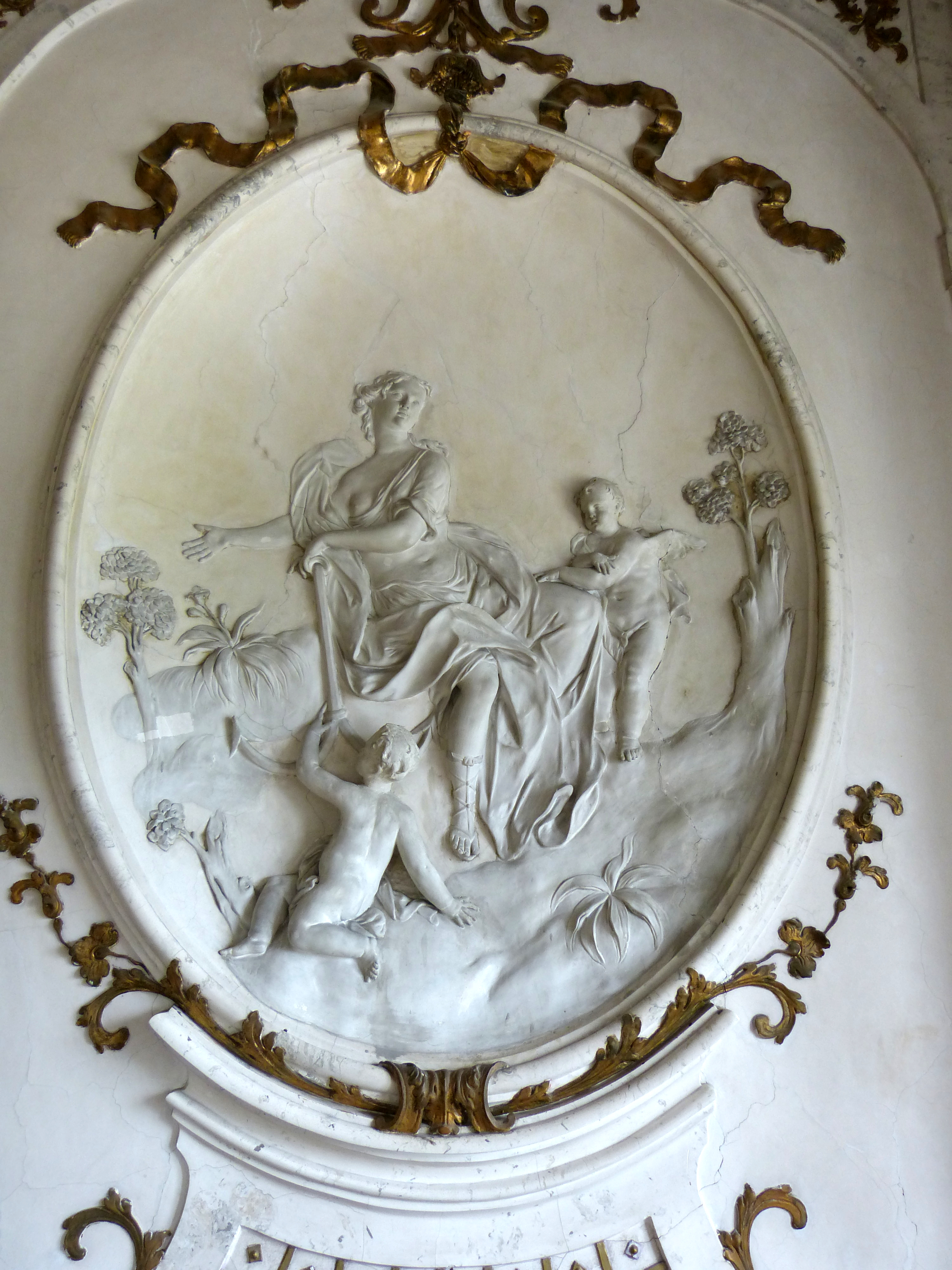
Alberto Camesina und Santino Bussi: Barockes Stuckrelief (1725/30) mit Allegorie der Hoffnung, Schlosskapelle, Schloss Hof (Niederösterreich)

## Leben
Seine Eltern waren Antonio Camesina und Barbara, geborene Angelini. Er war der Neffe des Graubündner Barock-Baumeisters Giovanni Battista Camessina. Wann Alberto, der mehrere Geschwister hatte, nach Wien kam, ist nicht bekannt. Unter Kaiser Leopold I. wurde er Hofstuckateur, musste aber nach dessen Tod den Titel 1706 ablegen. Da seine Bemühungen um die Wiedererlangung der Hoffreiheit fehlschlugen, trat er 1710 der Wiener Stuckateurzunft bei. 1710 erhielt er auch das Bürgerrecht. 1713 heiratete er Maria Elisabeth Carove, mit der er drei Söhne und eine Tochter hatte.

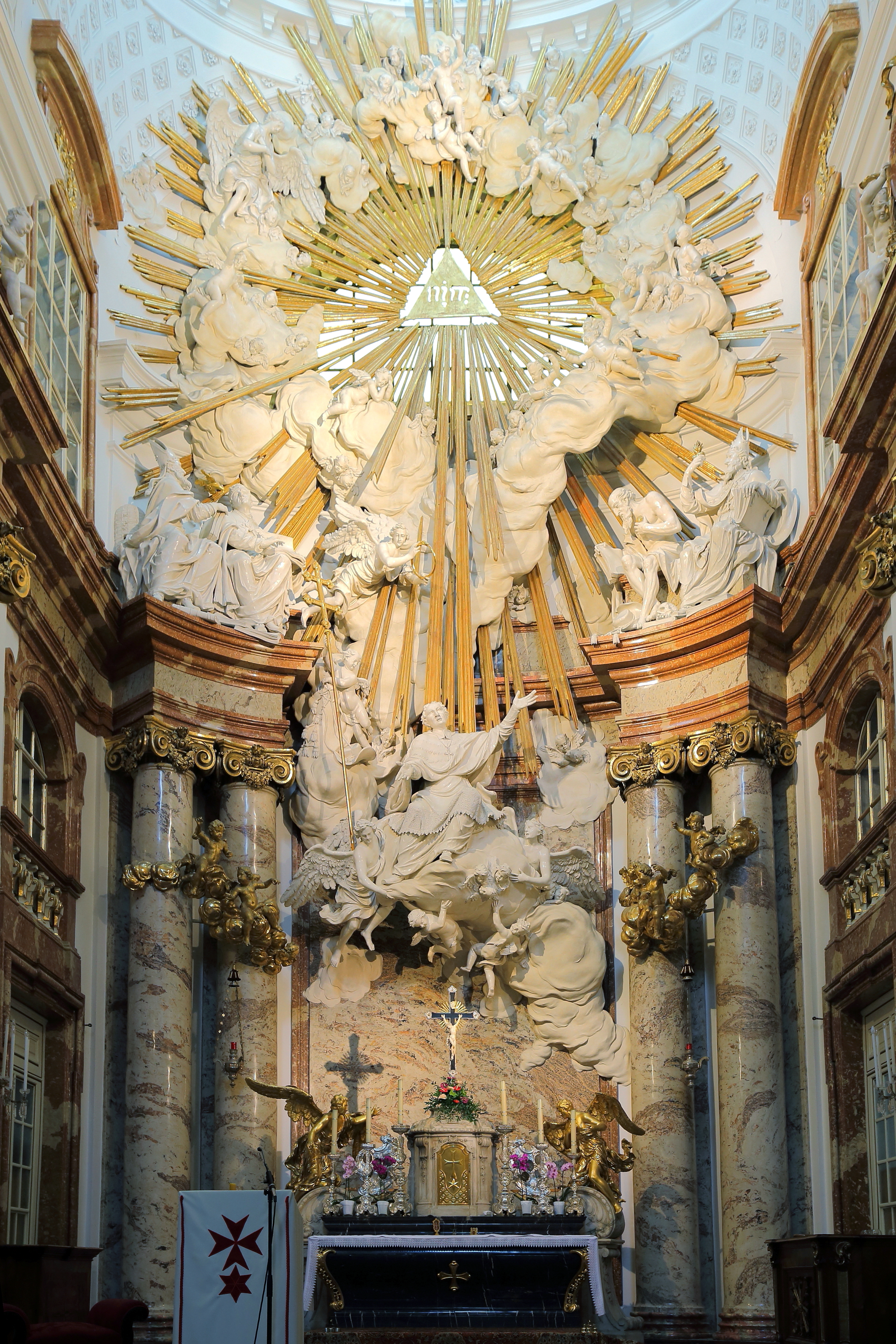
Hochaltar der Karlskirche mit der Stuckatur Apotheose des hl. Karl Borromäus

1714 wurde er zusammen mit dem Tessiner Santino Bussi, dem führenden Stuckateur der Zeit und Albertos Lehrmeister, zum Hofstuckateur ernannt. Mit Bussi stuckierte er in Wien vielfach Bauten der Architekten Johann Bernhard Fischer von Erlach und Johann Lukas von Hildebrandt. 1719 erwarb er von seinem Schwiegervater Andrea Simone Garove in der Schulerstraße 845 (heute Domgasse 5) ein Haus, in dem von 1784 bis 1787 Wolfgang Amadeus Mozart wohnte („Figarohaus“ bzw. „Mozarthaus Vienna“); ein darin befindliches, von Alberto um 1730 kostbar stuckiertes Zimmer wird wohl ein Musterraum für potentielle Kunden gewesen sein. Mozart schrieb in dieser Wohnung einige seiner bekanntesten Werke, darunter die am 1. Mai 1786 uraufgeführte Oper „Le nozze di Figaro“, die Vertonung des Johann-Wolfgang-von-Goethe-Gedichtes „Das Veilchen“ (Juni 1785) und die Joseph Haydn gewidmeten Streichquartette (1785).
Von Albertos Camesinas Nachkommen wurde sein Urenkel Albert Camesina (1806–1881) als Historiker und Graphiker bekannt.

## Stuckaturen
- im Schloss Štattenberg über dem Dorf Makole bei Slovenska Bistrica (heute Slowenien)
- 1710 in Salzburg unter Fürstbischof Franz Anton von Harrach: Schloss Mirabell (1818 Stuck durch Brand vernichtet)
- 1710 in der Residenz Salzburg: Decken des Ritter- und Konferenzsaales, Audienzsaal
- 1710–1756 in Wien: 1713 Wappensaal im Alten Rathaus; um 1713 Hofburg (Stuckdecken nicht mehr vorhanden); 1713–1716 Palais Daun-Kinsky (?); 1714–1723 Unteres und Oberes Belvedere; 1716 Schloss Hetzendorf, Decke im Erdgeschoss (Zuschreibung); 1716 Peterskirche, Tambourzone der Kuppel; nach 1719 Camesinahaus in der Schulerstraße 8; 1720–1722 Deutschordenskirche und Deutschordenshaus (?); 1724 Pfarr- und Wallfahrtskirche Mariabrunn, Eustachiusaltar (Zuschreibung); 1725 und später Karlskirche, Stuckdecke in den Sakristeien, Oratorien und in der Chorkuppel (am Hochaltar Stuckrelief Albertos mit der Himmelfahrt des hl. Karl Borromäus auf einer Wolke voller Engel); bis 1727 Hofbibliothek (jetzt Österreichische Nationalbibliothek), u. a. Prunksaal; 1730 Peterskirche, Chor
- 1712 in Bruck an der Leitha im Schloss Harrach (zusammen mit Bussi) (heute Ausstellungsgelände)
- 1728 im Schloss Hof an der March (zusammen mit Bussi) (Originalstuck zumeist abgegangen); in der Kapelle sind noch die von Bussi und Alberto Camesina geschaffenen Engel seitlich des rotmarmornen Wandaltars sowie die Medaillons mit den allegorischen Darstellungen der sieben Haupttugenden erhalten.
- 1740 Stuckdecke im Bräu am Stain mit christlichen Motiven der Nächstenliebe und allegorischen Darstellungen der vier Erdteile (heute: Hotel Stein) in Salzburg.[4]